# Seegartenbrücke (Brandenburg an der Havel)
Die Seegartenbrücke gehört rechtlich als letzte Brücke zum Elbe-Havel-Kanal / Mittellandkanal. Sie führt über den Wendsee unmittelbar westlich des Plauer Sees, also nahe dem Zusammentreffen zweier wichtiger Wasserstraßen, dem Elbe-Havel-Kanal und der Unteren Havel-Wasserstraße. Der Plauer See ist Bestandteil der Bundeswasserstraße Untere Havel-Wasserstraße mit der Wasserstraßenklasse IV, für die das Wasserstraßen- und Schifffahrtsamt Spree-Havel zuständig ist.

## Geschichte
Die heutige Seegartenbrücke führt die Koenigsmarckstraße von der Nordspitze der Halbinsel Kirchmöser über den Wendsee nach Plaue. Bereits um 1650 wurde an der schmalsten Stelle des Sees im Auftrag von Georg Christoph von Görne, Herr auf Plaue, eine Brücke erbaut.
Während der Zeit des Ersten Weltkrieges errichtete man in Kirchmöser West eine Pulverfabrik. Zur Verbesserung der Verkehrsverbindungen nach der Stadt Brandenburg und zur Erschließung des neu entstandenen Industriegebietes errichtete man in den Jahren 1916/17 eine massive Stahlfachwerkbrücke, die Werkamtsbrücke, umgangssprachlich auch Pulverbrücke genannt. Kurz vor Ende des Zweiten Weltkrieges wurde die Brücke von der sich zurückziehenden Wehrmacht gesprengt.
Erst 1947 entstand eine Fußgängernotbrücke, welche bis 1954 genutzt werden konnte. In den Jahren 1951 bis 1954 wurde die zerstörte Werkamtsbrücke wieder aufgebaut und erhielt nach der Verkehrsübergabe den Namen Rosa-Luxemburg-Brücke, benannt nach der Vertreterin der europäischen Arbeiterbewegung Rosa Luxemburg. Sie diente bis 2005, fast 52 Jahre dem Verkehr.
Im Jahre 2005 wurde die Brücke abgerissen und im Sommer 2006 wurde die neue dreifeldrige Stahlfachwerkbrücke als Seegartenbrücke dem Verkehr übergeben.

## Namensgeschichte
In den Jahren 1915/16 errichtete man in Kirchmöser West, nah an der Brücke das Offizierskasino Seegarten, ein Clubhaus. Das Backsteingebäude wurde unter anderem als Hotel Seegarten mit Ball- und Gesellschaftshaus genutzt. Zwischen 1928 und 1934 gab es im Haus einen Kinobetrieb. Nach 1950 diente das Gebäude des legendären Seegartens als Klubhaus der Eisenbahner. Mit seinen zahlreichen Interessengemeinschaften, einschließlich Männerchor, eigener Kapelle sowie einer Vielzahl von Veranstaltungen im riesigen Saal erfreute es sich großer Beliebtheit. Seit 2008 gibt es ein Projekt zur Sanierung des leerstehenden Gebäudes.